# Lissaer Sonette

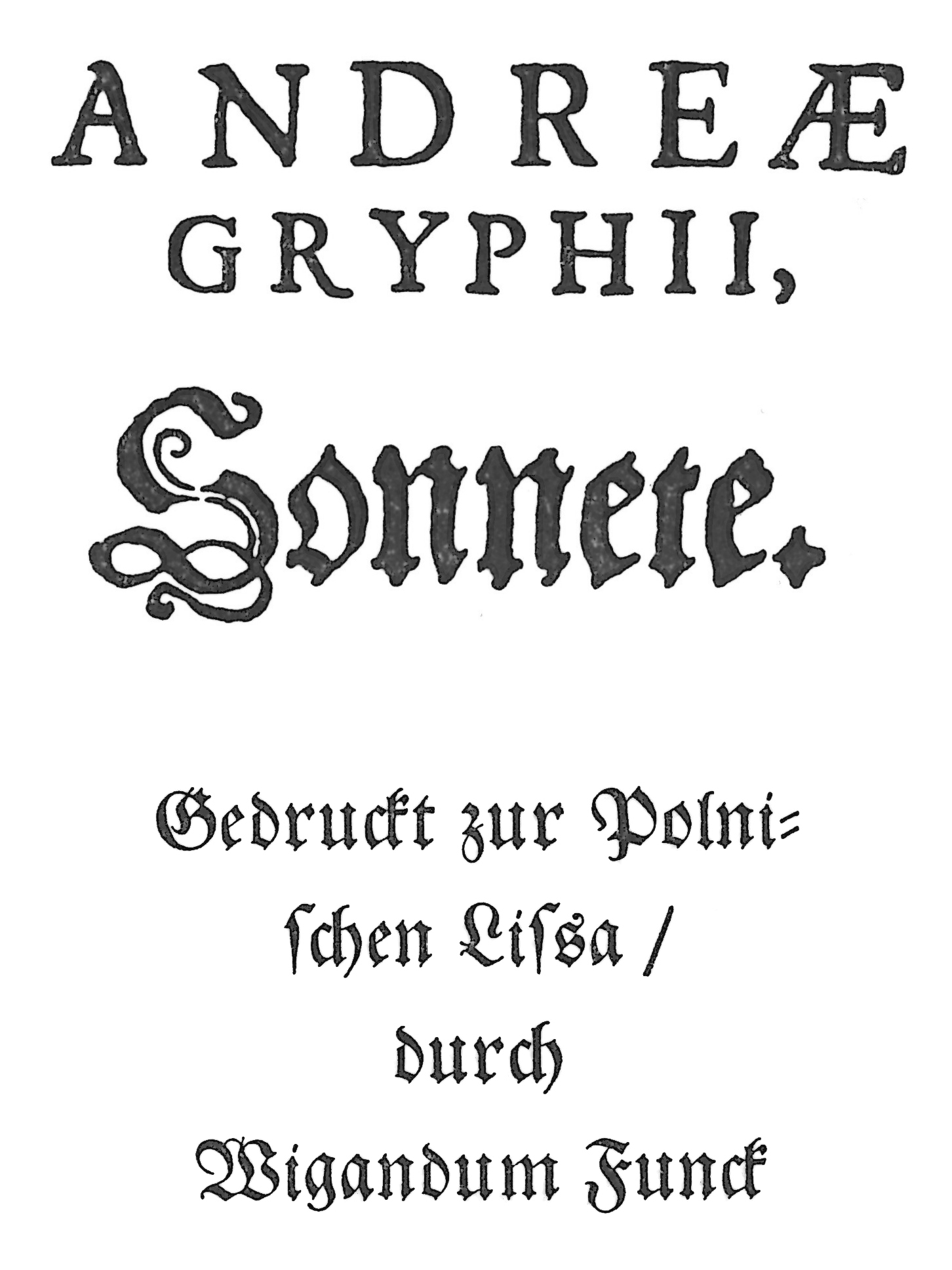
Titelblatt und die Verlagsangabe am Ende des Buches.

Als Lissaer Sonette bezeichnet man die Sonette des ersten Gedichtbandes, den Andreas Gryphius veröffentlicht hat und der 1637 im polnischen Lissa gedruckt wurde. Unter den 31 Sonetten sind die ursprünglichen Fassungen einiger von Gryphius’ berühmtesten Gedichten, „die ich dem lyrischen Gedächtnis eingeprägt haben“, etwa „VANITAS, VANITATUM, ET OMNIA VANITAS. Es ist alles gãtz eytel. Eccl. 1. v. 2.“ später betitelt „Es ist alles eitell.“

## Entstehung
Gryphius ging ab 1621, als er fünf Jahre alt war, in seiner Geburtsstadt Glogau im damals zu Habsburg gehörenden Niederschlesien zur Schule. Spätestens 1628 musste er diesen Schulbesuch abbrechen, weil er bei der Zwangsrekatholisierung Glogaus mit seiner lutherischen Familie die Stadt verließ und mit vielen Glaubensgefährten ins konfessionell tolerantere Polen floh. 1631 wurde sein Stiefvater Michael Eder († 1648) – der Vater Paul war 1621 gestorben – im polnischen Fraustadt lutherischer Pastor, und ab 1632 konnte Gryphius dort das evangelische Gymnasium besuchen. Am 16. Mai 1634 endete die Fraustadter Schulzeit mit einer feierlichen Abschlussfeier, und am 26. Juli 1634 schrieb sich Gryphius in das hochangesehene, semiuniversitäre Akademische Gymnasium Danzig ein.
In Fraustadt entstand Gryphius’ erste bekannte Dichtung, das lateinische Epos Herodis Furiæ & Rahelis lachrymæ – Die Wut des Herodes und die Tränen der Rachel, das in 1071 Versen die Geschichte des Matthäusevangeliums von Herodes und dem bethlehemitischen Kindermord ausspinnt. Etwa zur Weihnachtszeit 1633 abgeschlossen, wurde es 1634 bei Wigand Funck in Glogau gedruckt. Gryphius widmete es seinem Stiefvater, seinem Halbbruder Paul (1601–1640) und dem Konrektor der Glogauer und Direktor der Fraustadter Schule Jakob Rolle, die vermutlich für die Druckkosten aufkamen. Ebenfalls wohl noch in Fraustadt entstand die Fortsetzung des ersten Herodes-Epos, 1204 Verse, Dei Vindicis Impetus et  Herodis Interitus – Gottes Rachesturm und Herodes’ Untergang, das 1635 bei Rethe in Danzig gedruckt wurde und das Gryphius den Danziger Ratsherren widmete.
War Gryphius’ Ausbildung wie eigene Dichtung bisher auf das Lateinische konzentriert, so kam er in Danzig mit deutschsprachiger Literatur in Berührung, vor allem mit dem „Buch von der Deutschen Poeterey“ des Martin Opitz, das 1634 in Danzig nachgedruckt wurde. Johann Mochinger, der in Danzig Rhetorik lehrte, stand mit Opitz in Kontakt. In Danzig traf Gryphius auch den wohlhabenden Juristen und Schriftsteller Georg Schönborner (1579–1637). Schönborner förderte ihn, und Gryphius dankte mit einem lateinischen Lobgedicht von 420 Hexametern „Parnassus renovatus“ – „Erneuerter Parnass“, 1636 bei Rethe in Danzig gedruckt. Ab 1636 wirkte Gryphius etwa eineinhalb Jahre als Hauslehrer von Schönborners zwei Söhnen auf dessen Gut in der Nähe des niederschlesischen Freystadt. Am 30. November 1637 krönte Schönborner Gryphius feierlich zum Poeta laureatus. Als Schönborner kurz darauf starb, begleitete Gryphius die Söhne – mitten im Dreißigjährigen Krieg – auf die Universität Leiden. Er blieb dort sechs Jahre, um anschließend eine große Bildungs- und Studienreise anzutreten, die ihn unter anderem nach Italien und 1646 nach Straßburg führte.
1637, im Jahr seiner Dichterkrönung, erschienen in Lissa die „Lissaer Sonette“, im Original „ANDREAE GRYPHII SONNETE“. Gryphius hat sie in Danzig und auf Schönborners Gut geschrieben. Drucker war wieder Wigand Funck, der sich inzwischen ebenfalls gezwungen gesehen hatte, nach Polen auszuweichen. Parallel zu den „Lissaer Sonetten“ und später in Leiden verfasste Gryphius 100 Sonn- und Feiertags-Sonette (65 Sonntags-Sonette und 35 Feiertags-Sonette), gedruckt 1639 als „Son- undt Feyrtags Sonnete“ bei Elsevier in Leiden.

## Überlieferung
Die Lissaer Auflage muss klein gewesen sein, denn als Victor Manheimer 1904 einen Neudruck besorgte, besaß nur noch die Stadtbibliothek Breslau ein Exemplar. Es befindet sich heute in der Universitätsbibliothek Breslau. Die Lissaer Ausgabe wird in der Forschungsliteratur Ausgabe Li abgekürzt.
Die „Son- undt Feyrtags Sonnete“ von 1639 werden in der Forschungsliteratur als Ausgabe A bezeichnet.
Gryphius hat an den Sonetten sein Leben lang weiter gearbeitet. Zunächst ordnete er 29 der 31 Lissaer Sonette um, überarbeitete sie stark, fügte 21 neue hinzu und ließ die Sammlung von 50 Sonetten 1643 in Leiden unter dem Titel „ANDREAE GRYPHII SONNETE. Das erste Buch.“ drucken (Ausgabe B).
1646 bereitete er in Straßburg eine erste Gesamtausgabe seiner Werke vor, die zwei Bücher zu je 50 Sonetten und die 100 Sonn- und Feiertags-Sonette enthalten sollte, aber unvollständig blieb und 1650 bei Johann Hüttner in Frankfurt am Main unautorisiert gedruckt wurde. Sie ist gegliedert in 50 – den „Lissaer Sonetten“ und der Ausgabe B entsprechende – Sonette in einem „Ersten Buch“, 50 neue Sonette in einem „Anderen Buch“, 58 Sonntags-Sonette in einem „Dritten Buch“ und bricht dann ab (Ausgabe C).
Die erste autorisierte Gesamtausgabe mit allen vier Sonettbüchern brachte 1657 Johann Lischke in Breslau heraus. Das „Erste Buch“ und das „Andere Buch“ entsprechen der Ausgabe C. Es folgen 64 Sonntags-Sonette in einem „Dritten Buch“ und 36 Feiertags-Sonette in einem „Vierten Buch“ (Ausgabe D).
1663 erschien 1663 bei Johann Erich Hahn in Leipzig eine Ausgabe letzter Hand, gegliedert wie D (Ausgabe E).
Als schließlich 1698, 34 Jahre nach des Dichters Tod, sein Sohn Christian (1649–1706) im Verlag Fellgiebel in Breslau und Leipzig eine Neuausgabe der Werke veranstaltete, schloss er 71 Sonette aus dem Nachlass ein (Ausgabe F).
Die „Lissaer Sonette“ hat zuerst Victor Manheimer neu drucken lassen. Die Varianten sämtlicher späterer Ausgaben fügte er in Fußnoten hinzu. Einen neueren Druck hat Marian Szyrocki im Rahmen einer Gesamtausgabe der deutschsprachigen Werke veranlasst. Szyrocki druckt auch die Ausgabe B sowie das „Andere Buch“ der Ausgabe C komplett und in Fußnoten dazu spätere Varianten, ferner die Sonn- und Feiertags- und die Nachlass-Sonette. Thomas Borgstedt dagegen druckt jeweils die jüngste Ausgabe, nämlich das „Erste“ und das „Andere Buch“ komplett sowie die Sonn- und Feiertags-Sonette in Auswahl gemäß der Ausgabe letzter Hand (E) und die Nachlass-Sonette in Auswahl gemäß F.

## Inhalt
Der Inhalt ist nach Szyrockis Neudruck von 1963 wiedergegeben.

### Widmung
Der Titelseite (Bild) folgen
- die Widmung (hier ohne Zeilenumbrüche)

Der Woledlen / Gestrengen / Ehr= vnd Tugentsamen FrawenEVAE gebohrenen Pezoltin / Frawen auf Schönborn und Zissendorff. So wol auch Denen Ehrbaren / vnd Vieltugend= samen Frawen MARIAE Rißmannin / Des Wolehrwürdigen vnd Hochge= lahrten Herren M. MICHAELIS EDERI vielgeliebten Ehefrawen.MARIAE Richterin / des auch Wolehrwürdigen Herren M. PAULI GRYPHII vielgeliebten Ehefrawen. ANNAE Greyffin /  d e s0 e h r e n0= 0festen Herrn George Carsens vielgeliebten Haußfrawen. seinen sonders hochgeehrten Frawen / Mutter / Muhmen vnd Schwester.
- und die Widmungsverse

Ihr Blumen unser zeit / die Tugendt hoch gezieret /

Die GOttesfurcht bestralt / die Ehr und Zucht regieret /

 Nembt willig von Mir an / das zwar geringe Pfand /

 Doch das ein danckbar Hertz selbst legt in Ewre Hand /

Ihr seids durch die Ich bin gewünschter Ruh’ gewehret /

Wenn mich das grause Glück mit seinem Pfeil versehret /

 Vnnd grimmig auff mich plitzt: Ihr seids / der trawte Hold

 Mir Hülff und Rettung both / da ich versincken wolt:

Ihr seids / durch welcher Gunst ich jtzt so ruhig bleibe:

Vnd ohne Noth die Noth der schweren Zeit vertreibe;

Ihr seids der hoher Ruhm soll jmmer mit mir gehn /

So lang der Seelen Fewr mir wird im Hertzen stehn.

Ich will in kurtzem mich noch gar viel höher schwingen;

Vnd Ewrer Tugend Lob / mit freyem Munde singen.

Schawt vnter des diß an / Wenn Weyrauch nicht ist dar;

So strewt man Gerst mit Saltz / der Juno auffs Altar
Ihr Gestr. vnd E. E.
Dienstwilligster
A N D R E A S0 G R Y P H I U S.
- Eva von Schönborn geb. Pezelt[20] war die Frau von Gryphius’ Gönner Georg Schönborner.
- Maria Eder geb. Rißmann war die zweite Frau von Gryphius’ Stiefvater Michael Eder. Eder heiratete sie, nachdem Gryphius’ Mutter Anna 1628 gestorben war – Andreas war seitdem Vollwaise. Maria und Michael Eder hatten sechs Kinder, die alle entweder tot zur Welt kamen oder kurz nach der Geburt starben. Maria Eder betrachtete Andreas als ihr eigenes Kind. Sie starb am 2. Februar 1637, als die Lissaer Sonette sich im Druck befanden. Andreas fügte der Sammlung aus diesem Anlass ein deutsches und ein lateinisches Gedicht hinzu (siehe unten).
- Maria Gryphius geb. Richter war die Frau von Gryphius’ Halbbruder Paul.
- Anna Greyff,[21] die den „ehrenfesten Herrn George Carsens“ heiratete, war eine Halbschwester des Dichters.[22]

„Was der Dichter den vier Frauen verdankte, war vor allem materielle Unterstützung, die er entweder unmittelbar von ihnen oder auch von ihren Ehemännern bezog.“ In den Schlussversen „Ich will in kurtzem mich noch gar viel höher schwingen; / Vnd Ewrer Tugend Lob / mit freyem Munde singen“ deutet Gryphius große dichterische Plänen an, vielleicht die Sonn- und Feiertags-Sonette, an denen er arbeitete, oder die Vermehrung der „Lissaer Sonette“ auf eine Zahl von 50, im „Ersten Buch“ der Ausgabe B realisiert.

### Die 31 Sonette
Alle Sonette außer einem sind in dem 1624 von Opitz im „Buch von der Deutschen Poeterey“ für Sonette empfohlenen Versmaß des Alexandriners geschrieben mit dem ebenfalls von Opitz empfohlenen Reimschema „ABBA ABBA“ für die Quartette und „CCD EED“ für die Terzette. Die Verse mit den „A“- und „D“-Reimen sind dreizehnsilbig, die Reime weiblich, die Verse mit den „B“-, „C“- und „E“-Reimen sind zwölfsilbig, die Reime männlich. Nur das Sonett [II.] „Vber des HERREN JEsu Gefängnüß.“ weicht geringfügig ab, indem die beiden ersten Verse des zweiten Terzetts den „B“-Reim aufgreifen, Reimschema also ABBA ABBA CCD BBD. Die Gedichte sind im Original nicht nummeriert. Die Nummerierung in Klammern folgt Manheimer und Szyrocki. Die Gliederung in Gruppen folgt Borgstedt und stimmt weitgehend mit Manheimer überein.

#### Geistliche Sonette
- [I.] An GOTT den Heiligen Geist

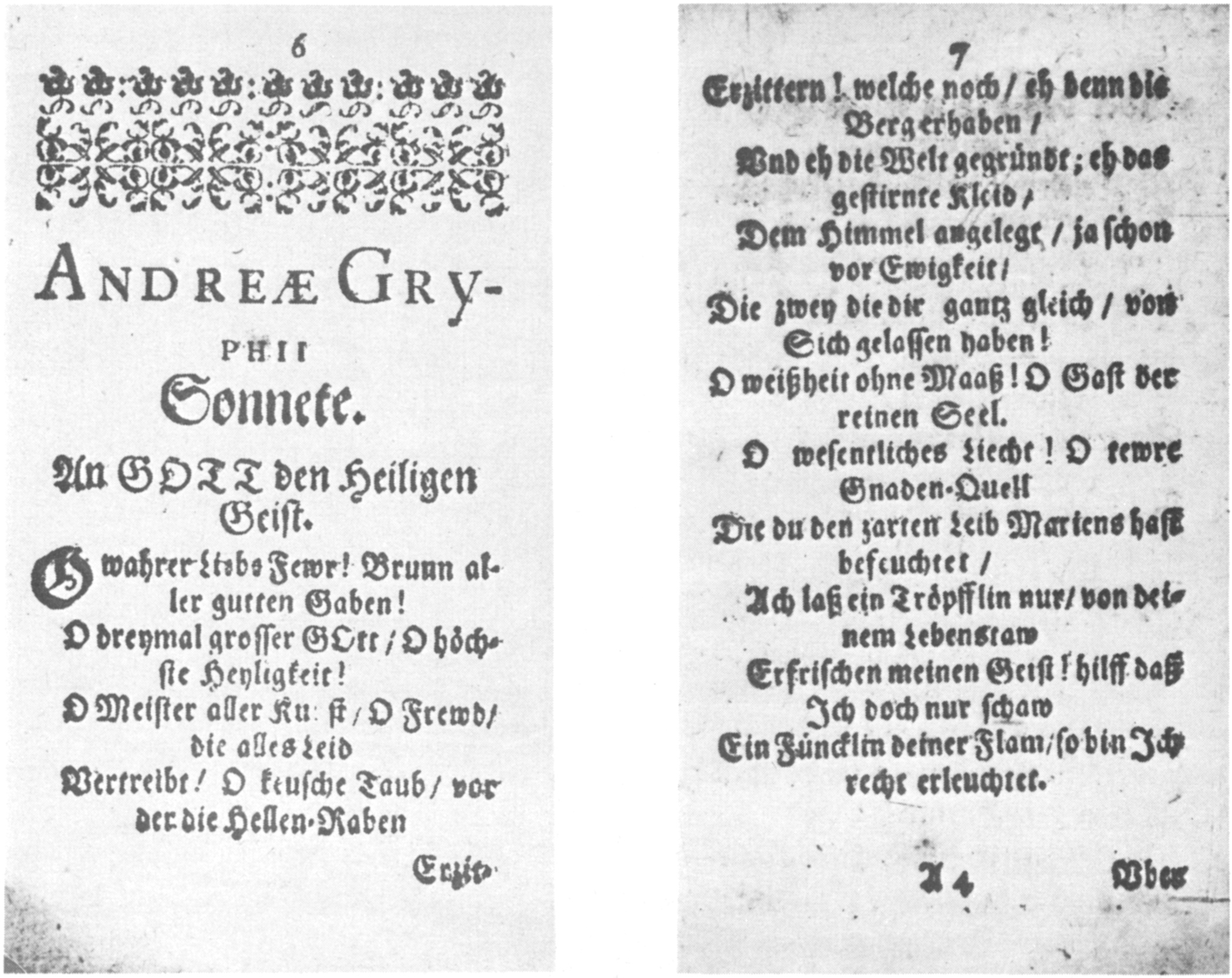
„An GOTT den Heiligen Geist“ im Lissaer Druck

- [II.] Vber des HERREN JEsu Gefängnüß.

Das Sonett mit dem leicht abweichenden Reimschema ABBA ABBA CCD BBD (siehe oben).
- [III.] An den am Creutz auffgehenckten Heyland.

Das Sonett ist die Nachdichtung eines neulateinischen Gedichtes des polnischen Jesuiten Maciej Sarbiewski.
- [IV.] Vber des HERREN JEsu todten Leichnamb.

Das Sonett ist die Nachdichtung eines neulateinischen Gedichtes des deutschen Jesuiten Jakob Bidermann
- [v.] Gedencket an des Loths Weib. Lucae 17. v. 32.

Der Titel ist dem Lukasevangelium entnommen: „Denkt an die Frau des Lot!“ (Lk 17,32 ) Das Sonett ist die Nachdichtung eines neulateinischen Gedichtes des niederländischen Jesuiten Bernardus Bauhusius (1575–1619). Der Mensch soll wie Lot dem Willen Gottes folgen; Lots Frau, die Gott entgegenhandelte, wurde zur Salzsäule: „Fühlt sie / daß Thränen=saltz auß Ihren Augen rinnt / Erstarrt auch bald in Saltz / eh sie sich recht vorsint / So wird mit weiser Straff Ihr Torheit außgesöhnet.“

#### Vanitas-Sonette
- [VI.] „VANITAS, VANITATUM, ET OMNIA VANITAS. Es ist alles gãtz eytel. Eccl. 1. v. 2.“
- [VII.] Trawrklage des Autoris / in sehr schwerer Kranckheit. A. CIↃ IↃ CXXXVI. Mense Febr.

Entsprechend der Zeitangabe Februar 1636 datiert die Forschung die Krankheit in Gryphius’ Danziger Zeit.
- [VIII.] Der Welt Wollust ist nimmer ohne Schmertzen.
- [IX.] Menschliches Elende.

#### Sonette mit autobiographischem Bezug
- [X.]

Der Autor vber seinen Geburts=Tag den 29. Septembr. des CIↃ IↃ CXVI Jahres.
ALs Ich diß Jammerhauß der Welt solt erst beschreiten

Vnd nichts als Angst vñ Noth / man hier gewertig war;

Vmbringstu JEsu mich mit deiner Engel Schar.

Durch der auffsicht! (ob schon mein Fuß hat müssen gleiten

So sehr / daß man mir auch das Grab offt wolt bereiten)

Ich denoch bin entsetzt viel tausendfacher Gfahr /

Diß hastu meinem Geist versichert hell vnd klar.

Weil du mich an dem Tag ins Leben thätest leiten /

An dem der Engel=Printz den Teuffel triumphirt.

O der du mich bißher so wunderlich geführt /

Gib daß das Lebensziel / so Ich noch hie zu lauffen /

Durch dieser Wächter Schutz mir möge sicher seyn:

Vnnd wenn der letzte Tag des Todes nun bricht ein /

So laß mich frölich gehn zu deiner Engel hauffen.
Ein Sonett auf die eigene Geburt. Es ist das einzige außer dem „Beschluß Sonnet.“ (XXXI., siehe unten; und außer der Widmung und den Trauergedichten anlässlich des Todes der Stiefmutter), das Gryphius später nicht wieder hat drucken lassen. Gryphius wurde am 2. Oktober 1616 geboren, nicht am 29. September. Manheimer hat den Widerspruch erklärt. „Gryphius richtet das Sonett an Jesus, ‚Weil du mich an dem Tag ins Leben thätest leiten, An dehm der Engel=Printz den Teuffel triumphirt.‘“ Der Feiertag des Engelprinzen aber, des Erzengels Michael, ist der 29. September. Um die Pointe des Gedichtes zu ermöglichen, habe Gryphius seinen Geburtstag drei Tage rückdatiert. Später sei ihm die fromme Mystifikation unangenehm gewesen. „Gryphius selbst scheint in reiferen Jahren das Kindliche eingesehen und sein schönes Gedicht nur deshalb sekretiert zu haben. Er hatte dafür die Genugtuung, daß sein ältester Sohn, den er nach einem früh gestorbenen Bruder Christian nannte, wirklich am 29. September geboren wurde.“
- [XI.] TUMULUS  Reverend. Clarissimique Dni PAULI GRYPHII, THEOLOGI Ut suspiciendâ docendi assiduitate Sic imitanda vivendi sanctimoniâ Pollentissimi Parentis longè desideratissimi. Obiit Glogoviae Major: ubi docuerat Anno AEtat. LX. hebdom. 10. Officii XL Christi MDCXXI. 5. Januar.

Ein Sonett-Epitaph auf den Vater Paul, gestorben am 5. Januar 1621.
- [XII.] TUMULUS Foeminae ωαν αρέ˥8 ANNAE ERHARDINAE Matris dulcissimae. Obiit Aetatis XXXVI. Christi MDCXXVIII. XXI. Martij.

Ein Sonett-Epitaph auf die Mutter Anna geb. Erhard, gestorben am 21. März 1628.
- [XIII.] In bibliothecã & Effigiem Nobilis. Excellentiss: Magnificentisque DN. GEORGII SCHONBORNERI in Schönborn % Zissendorff. J. V. D.  S. Caes. Maj. Consiliar. Comitis Palat. &c. &c.

Ein Sonett auf die Bibliothek Georg Schönborners. Sie war für Gryphius ein Hauptanziehungspunkt während seiner Zeit auf Schönborners Landgut.
- [XIV.] Autor ad librum. Quem Genere, Ingenio, Eruditione Virtute Excellentiss. DN. MICHAELEM BORCK. Reipubl. Gedanensis Secretar. fidels. adire jubet.

Michael Borck (1579–1658) war Stadtsekretär in Danzig.
- [XV.] Omni Eruditione & Virtute Eminentissimo Domino M. PETRO CRUGERO Mathematico Dantiscano, per Orbem celeberrimo. cum ei accommodata Epitaphia restituerem.

Peter Crüger war Professor für Mathematik, Astronomie und Poesie am Akademischen Gymnasium Danzig, der einzige Danziger Professor, dem Gryphius ein Gedicht gewidmet hat. „Ein anderes Mal besingt Gryphius Crügers Podagra, was wohl auf ein recht familiäres Verhältnis zwischen beiden schließen läßt.“
- [XVI.] Reverendo Clariss. Doctissimoque Domino M. MICHAELI EDERO Eccelsie de se bene meritiss.

Ein Sonett auf seinen Stiefvater.
- [XVII.] In Reverendi Clariss. Doctissimique Domini M. PAULI GRYPHII Ecclesie Eleuteropolitanae Pastoris Vigilantiss. Fratris honorandiss. Exilium falsò absenti ninciatũ.

Ein Sonett auf seinen Halbbruder.
- [XVIII.] Vber eben dessen Geistliches Schuld=Buch. Anno CIↃ IↃ CXXXVI Dominicâ 22. Trinitat. expliciret.

Paul Gryphius hatte eine Predigt über das Buch verfasst, in dem die Sünden der Menschen aufgezeichnet sind: „DEs strengen Richters Buch / Buch so voll von Sünden.“
- [XIX.] Auff eines vornehmen Juristen Grab=Stein.

Es könnte Schönborner gemeint sein.

#### Schönheitslob
- [XX.] An eine hohen Standes Jungfrau.

Ab Ausgabe B von 1643 ist das Sonett „An Eugenien.“ überschrieben. Es preist petrarkisierend ihre Schönheit, Weisheit, Frömmigkeit, Demut und Freundlichkeit. Der Name ist fiktiv. Die Forschung hat das Gedicht auf die damals 14-jährige Elisabeth Schönborner bezogen, Georg Schönborners Tochter, die Gryphius 1637 den Dichterlorbeer überreichte.
- [XXI.] An eben dieselbe.

Auch dies Sonett ist ab Ausgabe B „An Eugenien.“ überschrieben. Es mahnt sie an ihre Vergänglichkeit. „Wir sind von Mutter=Leib zum vntergang erkohren.“

#### Freundschafts-Sonette für Mitstudenten
- [XXII.] Auff Herrn Joachim Spechts vornehmen Medici vnd Philosophi Hochzeit Anno CIↃ IↃ CXXXVI.

Specht stammte aus Glogau. Seine Lebensdaten sind unbekannt.
- [XXIII.] Auff Herrn Gottfried Eich=horns JC. vnnd Jungfraw Rosinae Stoltzin Hochzeit. A. CIↃ IↃ CXXXVII. d. 20. Jan.

Gottfried Eichhorn (1603–1667) war später Rat der Fürsten zu Liegnitz.
- [XXIV.] An Joannem Fridericum von Sack. Anno CIↃ IↃ CXXXVI d. 24. Junij. kurtz ehe sich der Autor auß Preussen wegbegeben.

Gryphius widmete ihm die 65 Sonntags-Sonette von 1639.

#### Spottsonette
- [XXV.] An eine Jungfrau.

Ab Ausgabe B von 1643 ist das Gedicht mit einem fiktiven Personennamen „An Lucinden.“ überschrieben. Die Schönheit der Frau wird petrarkisierend gepriesen, gereicht aber dem Bewunderer zum Verderben: Der zarte Mund ist ein Köcher voller Pfeile, die wunderschönen Haare sind Liebesstricke, der Blitz, der von der bloßen Brust herstrahlt, versengt.
- [XXVI.] Trawrklage des verwüsteten Deutschlandes.

Ab Ausgabe B von 1643 lautet der Titel „Threnen des Vaterlandes / Anno 1636“. Es ist „eines der bekanntesten, ja vielleicht das bekannteste Sonett von Gryphius“, geschrieben 1636, wie auch aus der Lissaer Fassung hervorgeht: „Dreymal sind schon sechs Jahr als vnser Ströme Flutt / Von so viel Leichen schwer / sich langsam fortgedrungen“ – 18 Jahre sind seit dem Kriegsbeginn 1618 vergangen.
- [XXVII.] An einen seiner Bekanten / welcher sich in vnzeitige Ehe eingelassen.

Ab Ausgabe B von 1643 – wie bei den drei folgenden Gedichten mit fiktiven Personennamen – „An Poetum. Anno CIↃ IↃ CXXXVII“. In allen vier Gedichten werden Charakterschwächen verspottet.
- [XXVIII.] An eine Geschminckte.

Ab Ausgabe B von 1643 „An Iolinden.“
- [XXIX.] An eine Hönische vnnd mehr als kluge Person.

Ab Ausgabe B von 1643 „An Melanien.“
- [XXX.] An einen falschen Zwey=züngeler.

Ab Ausgabe B von 1643 „An Furium“.
- [XXXI.]

Beschluß Sonnet.
MEhr hatt Ich vor der Faust; doch wer thar hier was schreiben

Weñ eine Fraw dem Man ein Leinen Tuch versagt

Ins Grab / vnd wenn sie kaum den andern hat / der Magd

Beut hundert Thaler an / daß sie Ihn helff auffreiben

Durch Lügen oder ja durch Zeugnüß Eyl zutreiben

Dem Hencker in sein Schwerd; vñ hier kein Armut klagt

Die doch wol sonst für GOtt nicht einen Kreutzer wagt;

Wil sie doch / daß Ihr thun sol vngetadelt bleiben.

So geht es hin und her; man sündigt frey hinein /

Gantz ohne schew vnd scham / vnnd sol doch niemand sein /

Der diß was jeder thut / dörfft offentlich erzehlen /

Denn Warheit schmertzt vnd reist; doch kombt gar offt an Tag /

Diß, was nach vieler Sinn gar tieff verborgen lag /

Vnnd muß der Warheit nie / Lufft / Red / vnd Freyheit fehlen.
Wie [X.] „Der Autor vber seinen Geburts=Tag den 29. Septembr. des CIↃ IↃ CXVI Jahres.“ fehlt das Gedicht in den Nachdrucken zu Gryphius’ Zeit, weil es, so Szyrocki, nur im Kontext der Lissaer Sonette verständlich sei. „MEhr hatt Ich vor der Faust“ – der Dichter hätte 1637 mehr zu sagen gehabt. Die Allegorie von der heimtückischen Ehefrau deute an, was ihn hinderte. Sie stehe für Habsburg, der Mann, dem sie das Grabtuch versagt, für die schlesischen Protestanten, das Schwert für den Zwang der Rekatholisierung. Der politischen und religiösen Repression setze die letzte Zeile, Schlussakkord der Lissaer Sammlung, die Forderung nach Freiheit für die Wahrhaftigkeir der dichterischen Wortes entgegen: „Vnnd muß der Warheit nie / Lufft / Red / vnd Freyheit fehlen.“ Ähnlich endet das „Beschlus SONNET“ der „Son- undt Feyrtags Sonnete“ von 1939: „So, was ihr unterdruckt, wirdt wen ihr todt seidt leben.“

### Gedichte zum Tod der Stiefmutter und Impressum
Anlässlich des Todes von Maria Eder hängte Gryphius seinem Buch ein deutsches Trauergedicht in Alexandrinern an:
Manibus Beatiß.
Foeminae Pietate, Virtute Modestia, Suavitate Floridißimae
MARIAE RISMANNIAE
Parentis Dulcissimae Desideratissimaeque;
Aetatis Anno 25. Christi 1637. 2. Februarij ad caelica aeternitatis palatiae evocata.
Ach welch ein Donnerstral kombt mir durchs Hertz gerennet!

Fraw Mutter! ach so früh! so plötzlich! ach so bald!

Ach mir wird Leib und Seel gantz durch und durch zutrennet!

Ich fühl wie mir das Blutt in allen Gliedern wallt.

Was hör ich! O Ihr Kron! O Zierde keuscher Frawen!

O aller Tugend Liecht! O Blume dieser Welt!
Es folgen 54 weitere Verse. Wie seine Mutter im Epitaph auf sie, Sonett [XXII.], wird Gryphius hier die Stiefmutter zum Inbegriff der Tugend. Dem deutschen folgt ein lateinisches Trauergedicht in 57 Hexametern. Am Ende des Buches stehen Verlagsort und Drucker (siehe Bild).

## Komposition
Gryphius strebte Gedichtzyklen an, vor allem eine Ordnung nach heilsgeschichtlichen Gesichtspunkten. Geistliche Gedichte gehörten an die Spitze, unter ihnen wieder eine Anrufung des Heiligen Geistes, den antiken Musenanruf ersetzend. Als Gryphius später seine Sonette auf die gewünschte Zahl 100, 50 im „Ersten“ und 50 im „Anderen Buch“, vermehrt hatte, da bildeten sie thematisch und kompositorisch eine Einheit. Wie am Anfang des „Ersten Buches“ standen geistliche Gedichte – über den Tod, das Jüngste Gericht, die Hölle, die „Ewige Freude der Außerwehlten“ und den Propheren Elija – spiegelbildlich am Ende des „Anderen Buches“. Die meisten Sonette dazwischen betreffen, so Mauser mit einem Ausdruck aus Gryphius’ „Morgen Sonnet“, „das leben dieser welt“. „Der heilsgeschichtliche Rahmen der Sonnete bildet den geistig-religiösen Hintergrund aller Gedichte der Sammlung. Er ist bei der Deutung jedes Sonetts zu berücksichtigen. <...> Dies gilt für die Hochzeits-, Todes-, Widmungs- und Mädchen-Sonette ebenso wie für die Sonette, die an bestimmte historische Ereignisse anknüpfen <...>. Die Sonette in ihrer großen Vielfalt sollen Exempla dafür sein, wie die vielfältigen Erscheinungen des Lebens im Hinblick auf Christus und die christlichen Wahrheiten zu verstehen und zu deuten sind.“
Gryphius hat den „Lissaer Sonetten“ nach Szyrocki außerdem eine Zahlensymbolik zugrunde gelegt. Jede Zeile des Buchtitels
ANDREAE
GRYPHII,
SONNETE.
enthalte 7 Buchstaben, zusammen 21; jede Zeile enthalte 3 Silben, zusammen 9. Die Summe der Buchstaben und Silben ergebe 30 – alles „Gotteszahlen“. 30 sei auch die Zahl der Sonette (ohne das „Beschluß Sonnet“) und die Zahl der Buchstaben im Gedichttitel „VANITAS, VANITATUM, ET OMNIA VANITAS“, der das Motto der ganzen Sammlung sein könne. Die „7“ spiele auch schon in den Herodes-Epen eine wichtige Rolle. Die „7“ sei „die Zahl des Geheimnisses, der Offenbarung, der Wahrheit“: Josephs Traum von den sieben fetten und den sieben mageren Kühen, die „sieben Gemeinden in der Provinz Asien“ (Offb 1,4 ), das Buch mit den sieben Siegeln, die sieben Engel und sieben Posaunen der Offenbarung des Johannes (Offb 8,1-2 ). „Bei Gryphius tritt auf dem Titelblatt die 7 zusammen mit der 3 auf. Dies läßt folgende Deutung zu: Die Sonette sind gewissermaßen eine Art göttlicher (3) Offenbarung (7), also eine göttliche, das heißt eine objektive Wahrheitsverkündigung.“
Im Einzelnen findet Szyrocki folgende Symmetrie: Widmungsverse. – 5 Sonette über die Erlösung ([I.] bis [V.]). – 4 Sonette über die Vergänglichkeit ([VI.]| bis [IX.]). – 3 Sonette über das Himmelreich oder die Familie Gryphius ([X.] bis [XII.]). – 6 Sonette über Gönner ([XIII.] bis [XVIII.]). – 3 Sonette über die Weisheit oder die Familie Schönborner ([XIX.] bis [XX1.]). – 4 Sonette über die Liebe ([XXII.] bis [XXV.]). – 5 Sonette über Weltverfallenheit ([XXVI.] bis [XXX.]). – Schlussverse. Szyrockis Deutung wird in der Forschung überwiegend akzeptiert. Auch bei den späteren Ausgaben der Sonette lässt sich eine Zahlenallegorie erkennen.